# Castrum de Neyran
Le castrum de Neyran est un village castral médiéval en ruines situé sur un promontoire rocheux à Saint-Gervais-sur-Mare (Hérault) et inscrit au titre des Monuments historiques.
Le castrum a été habité entre la fin du XIe siècle et la moitié du XIVe siècle, avec un accroissement progressif de la population autour du château primitif (XIe siècle) qui a nécessité la construction de l'église Saint-Pierre au XIIe siècle avant que ne soient construits des bâtiments d'habitation seigneuriaux au siècle suivant. L'abandon du site semble être intervenu au cours du XIVe siècle au profit de la localité de Saint-Gervais-sur-Mare, en contrebas de la crête rocheuse sur laquelle il se trouve. Le site a ensuite été utilisé dans un but agricole à partir de la seconde moitié du XVe siècle.

## Situation géographique
Le castrum est situé dans les Hauts Cantons de l'Hérault, au nord du village de Saint-Gervais-sur-Mare. La topographie du terrain est accidentée puisque les derniers contreforts du Massif central s'y achèvent. Le château culmine la vallée sur un éperon d'une crête rocheuse à 440 mètres de hauteur. Le choix de cet emplacement est sûrement explicable par les avantages militaro-défensifs qu'il procure. Cette théorie est corroborée par le fait que le château soit la première construction du village.

## Toponymie
Le castrum de Neyran est désigné en 1204 par l'appellation Neirano, qu'il faudrait rapprocher du latin Narius. Elle prend ensuite la forme de Ne(y)rano en 1271 avant d'évoluer vers Nayro pour se transformer en « Nayran » ou « Neyran » aujourd'hui,.

## Histoire

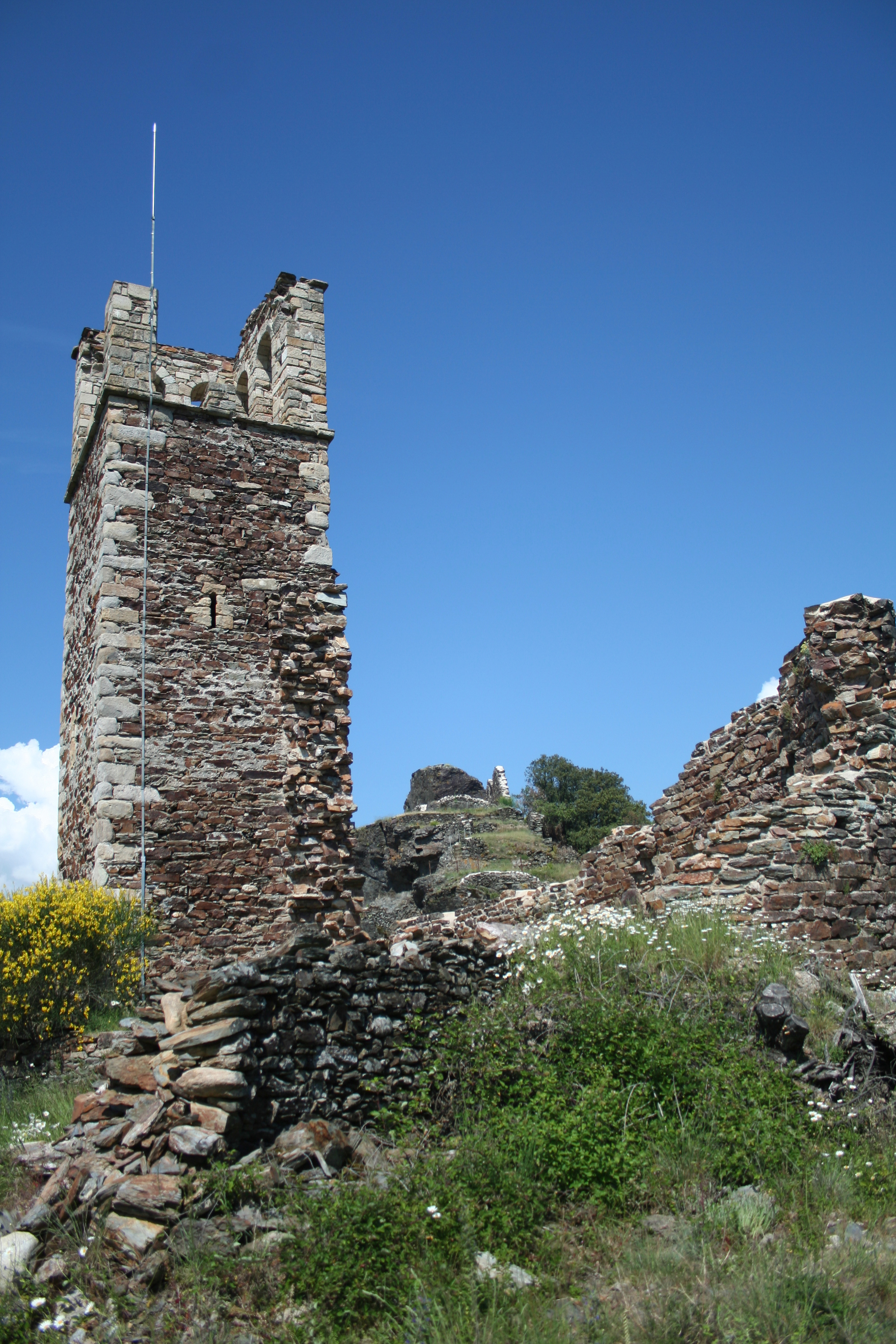
La tour-clocher carrée de l'église Saint-Pierre.

### Château primitif
Le château, premier édifice du site, est mentionné pour la première fois en 1082, ce qui permet de supposer que sa construction a eu lieu durant le dernier tiers du XIe siècle. Il est possédé par la vicomté de Narbonne de son origine au XIIIe siècle au moins.  Le château de Nébuzon auquel il est souvent comparé, est construit au Xe siècle à moins de deux kilomètres de là dans la commune actuelle de Rosis et présente les mêmes caractéristiques d'une place forte située sur une crête rocheuse.
S'il est construit au départ dans un but défensif et militaire, la population se développe autour du château. Les habitations domestiques mettent à leur profit les reliefs rocheux présents naturellement, de telle sorte que le bâti est semi-troglodytique. Néanmoins, les substrats rocheux sont aménagés pour également améliorer la défense du lieu.
Il est typique des châteaux primitifs de cette époque, avec une petite tour, une aula, grande salle seigneuriale centrale et une partie domestique d'habitation. Une citerne est présente à proximité, servant probablement à la population locale puis à ceux cultivant les terrasses agricoles à partir du XVe siècle.

### Église Saint-Pierre
L'église Saint-Pierre, nécessitée par la croissance démographique du castrum, est construite au XIIe siècle. Sa tour-clocher, de forme carrée, présente une élévation maximale de 14 mètres, ce qui est important pour l'époque. Sa facture est de bonne qualité, avec des murs en schiste et des finitions en grès. Autour de l'église Saint-Pierre se développent des bâtiments d'habitation : un village se forme progressivement le long de la crête. Son appartenance diocésaine a évolué au cours du temps, faisant partie successivement du diocèse d'Albi, de Castres puis enfin de Montpellier.

### Bâtiments seigneuriaux tardifs
Les bâtiments d'habitation seigneuriaux tardifs ont été construits au cours du XIIIe siècle. Il est possible d'expliquer ce choix d'excentration par rapport au château et l'église au mouvement haut-languedocien concomitant d'individualisation des demeures privilégiées nobles ou aristocratiques. Ces dernières sont souvent plus confortables que les premiers édifices castraux qui étaient pensés principalement dans une optique défensive.
L'ensemble de ces bâtiments ont une superficie d'environ 600 m2, se divisant en plusieurs édifices à étages formant trois entités proches les unes des autres et entourées de parois défensives taillées dans la roche. Les deux bâtiments principaux sont séparés par une androne, c'est-à-dire une rue pentue d'une grande étroitesse. La fouille de cette androne a renforcé l'hypothèse selon laquelle les habitants étaient aisés en révélant des éléments métalliques et céramiques, de la vaisselle importée d'Italie ainsi que des restes de gibier et de porc. 

### Usages agricoles modernes
Les usages agricoles sont documentés au cours de la fin de période d'habitation (au cours du XIVe siècle) avec l'utilisation d'une partie des bâtiments comme fenil et bergerie. En 1492, le site est déjà en grande partie abandonné où selon les descriptions il ne demeure plus que quelques maisons rurales et des vignes. Progressivement, des terrasses agricoles sont aménagées et de la terre est apportée, endommageant une partie du bâti médiéval.  

## Protection
Les ruines de l'église Saint-Pierre de Neyran sont inscrites à l'inventaire des Monuments historiques le 25 février 1928 avant que la protection ne soit étendue par un arrêté du 6 mars 2025 à l'ensemble du castrum, en intégrant cette fois-ci le château et les bâtiments seigneuriaux plus tardifs, ces derniers n'ayant été découverts qu'au XXIe siècle.
Le clocher de l'église est endommagé par un orage en 2005, ce qui accélère les mouvements de préservation et de restauration. Des premières fouilles archéologiques sont organisées entre 2006 et 2007, avec pour objectif de stabiliser l'état du castrum et de commencer à étudier l'église. Les fouilles prennent fin en 2014.